# Gartnerwand
Gartnerwand är ett berg i Österrike.   Det ligger i distriktet Imst och förbundslandet Tyrolen, i den västra delen av landet, 400 km väster om huvudstaden Wien. Toppen på Gartnerwand är 2 340 meter över havet, eller 393 meter över den omgivande terrängen. Bredden vid basen är 3,8 km.
Terrängen runt Gartnerwand är bergig åt nordost, men åt sydväst är den kuperad. Närmaste större samhälle är Reutte, 13,3 km nordväst om Gartnerwand. 
I omgivningarna runt Gartnerwand växer i huvudsak barrskog. Runt Gartnerwand är det ganska glesbefolkat, med 29 invånare per kvadratkilometer.